# Ismael Moreno Pino
Pour les articles homonymes, voir Moreno et Pino (homonymie).
Ismael Moreno Pino, né le 15 février 1927 à Mérida, Yucatán et décédé le 15 août 2013 à Mexico, était un avocat mexicain, diplomate et écrivain qui fut ambassadeur du Mexique et secrétaire d'État aux  affaires multilatérales et Droits de l'homme du Ministère des Affaires étrangères.Il est largement reconnu comme un éminent multilatéraliste et expert en relations interaméricaines. Après la crise des missiles de Cuba (1962), qui a failli déclencher une guerre nucléaire mondiale, il a contribué à négocier le Traité de Tlatelolco (1967), qui a établi l'Amérique latine et les Caraïbes comme la première zone exempte d'armes nucléaires dans une partie peuplée de la Terre,. En collaboration étroite avec Alfonso García Robles, lauréat du prix Nobel de la paix en 1982, leurs efforts ont été reconnus par U Thant, Secrétaire général des Nations unies à l'époque, pour leur importance historique dans la prévention de la prolifération nucléaire et l'arrêt de la course aux armements.
Il est le petit-fils de José María Pino Suárez, l'ancien vice-président du Mexique.

## Biographie
Il est né à Mérida, Yucatán, au sein d'une famille qui se distingue par son riche héritage politique, culturel et maritime, ayant joué un rôle significatif dans l'histoire et la culture mexicaines. Notamment, son grand-père maternel, José María Pino Suárez, a été un leader de la Révolution mexicaine et a occupé le poste de vice-président du Mexique de 1911 jusqu'à son assassinat en 1913 lors des Décade tragique. Sa grand-mère maternelle, María Cámara Vales, a été récipiendaire de la prestigieuse Médaille d'honneur Belisario Domínguez du Sénat du Mexique, reconnaissant le sacrifice que le couple avait fait pour le pays. La famille Cámara, à laquelle Moreno Pino appartenait, était connue pour sa propriété de haciendas dans la péninsule du Yucatán depuis le XVIe siècle. Moreno Pino avait également des liens familiaux avec des entrepreneurs, des musiciens et des figures culturelles. De plus, il avait une lignée directe avec Pedro Sáinz de Baranda y Borreiro, une figure éminente de la guerre d'indépendance du Mexique, connue pour avoir fondé la marine mexicaine et dirigé le blocus naval de Veracruz en 1825.

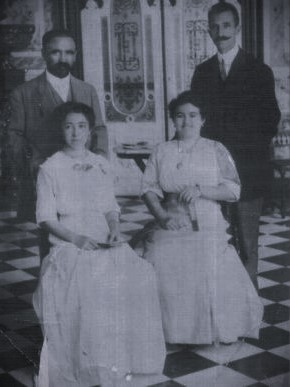
Ses grands-parents, le vice-président José María Pino Suárez et María Cámara Vales, sont représentés au château de Chapultepec aux côtés du président Francisco I. Madero et de la première dame Sara Pérez de Madero.

Après avoir terminé ses études à l'American School, Moreno Pino a obtenu une licence en droit de l'Université nationale autonome du Mexique  et un master en relations internationales à la Edmund A. Walsh School of Foreign Service de l'université de Georgetown à Washington, D.C.
Il a rejoint le ministère des Affaires étrangères en 1952 et a travaillé en étroite collaboration avec des intellectuels tels qu'Octavio Paz (Prix Nobel de littérature 1990). En tant que Secrétaire adjoint aux affaires internationales et plus tard en tant que Secrétaire d'État aux affaires multilatérales, il a participé activement à la définition de la réponse du Mexique à des événements géopolitiques majeurs de la guerre froide, tels que la Révolution cubaine (1959), l'invasion de la baie des Cochons (1961) et la crise des missiles cubains (1962). Son implication dans la conférence ministérielle de Punta del Este (1962), qui a décidé de ne pas exclure Cuba de l'Organisation des États américains, a notamment mis en lumière l'engagement du Mexique en faveur de la non-intervention basée sur la doctrine de l'Estrada.

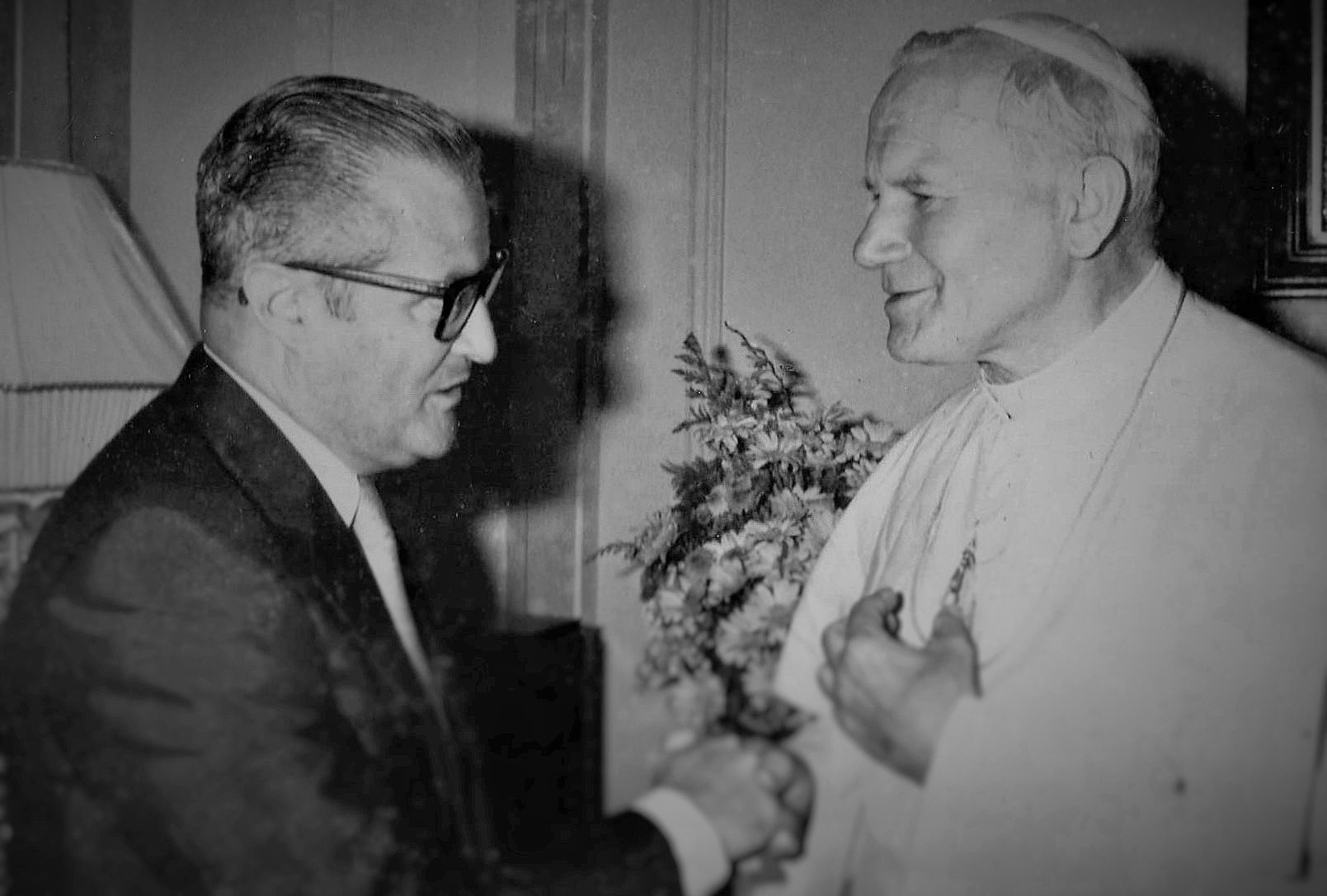
Le Pape Jean-Paul II et l'Ambassadeur Moreno Pino

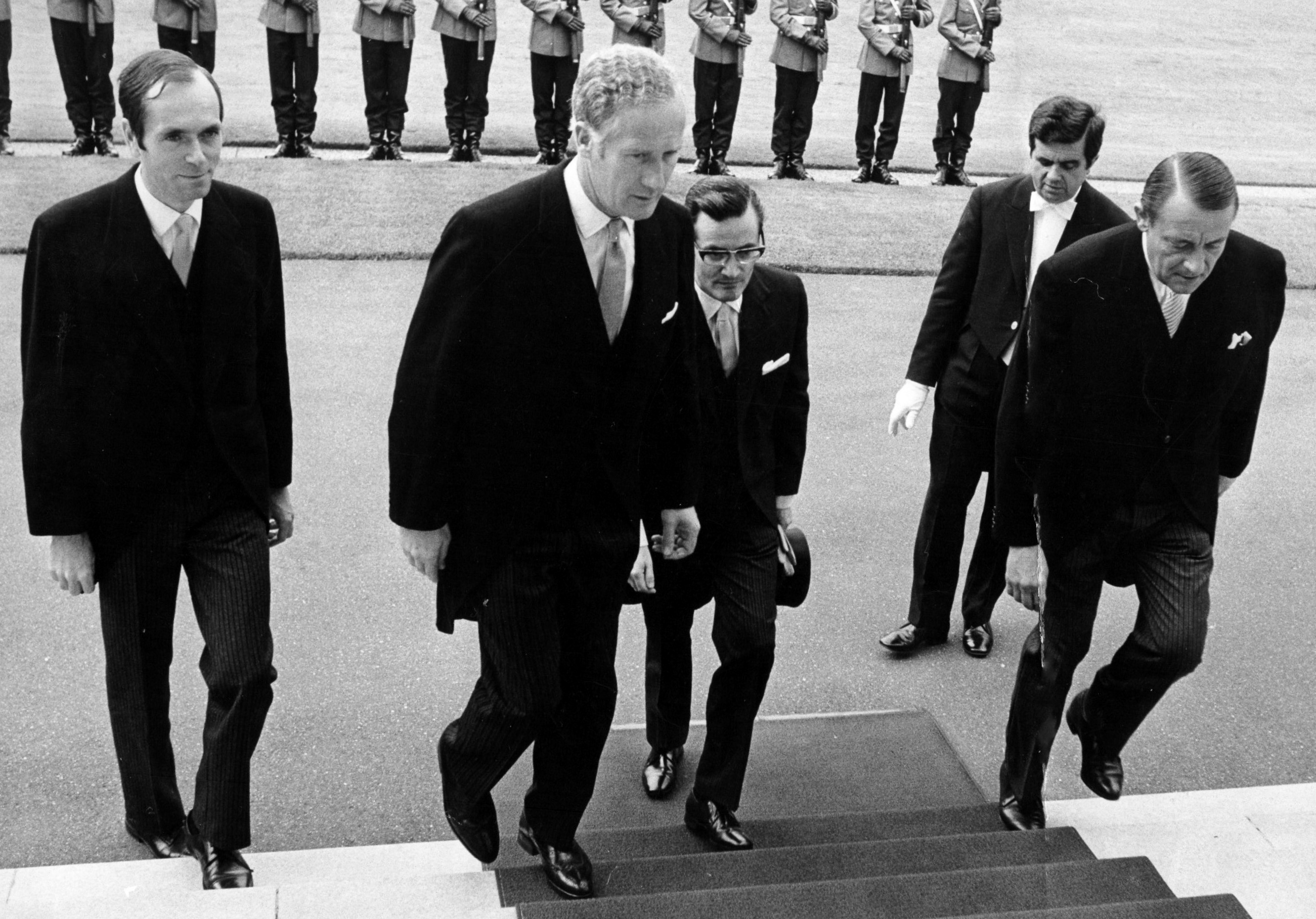
Ismael Moreno Pino lors de la présentation de ses lettres de créance au Dr. Gustav Heinemann, Président de l'Allemagne de 1969 à 1974.

En 1965, Moreno Pino est devenu l'ambassadeur du Mexique au Chili. Pendant ses sept années de mandat, il a été témoin d'événements politiques importants, notamment les élections présidentielles chiliennes de 1970 et les défis auxquels le gouvernement de Salvador Allende a été confronté dans un contexte où les tensions internationales entre le bloc soviétique et le bloc capitaliste étaient à leur apogée. Même dans ce contexte, Moreno Pino a maintenu des relations diplomatiques étroites entre le Mexique et le Chili. De plus, il a occupé le poste de doyen du corps diplomatique, représentant les ambassadeurs d'autres pays auprès du gouvernement chilien et étant témoin de nombreux événements qui ont conduit au renversement d'Allende lors du coup d'État de 1973.

Par la suite, il a représenté son pays en Allemagne, aux Pays-Bas, dans plusieurs pays d'Amérique latine et auprès d'organisations internationales telles que l'Organisation des États américains à Washington, D.C., et les bureaux des Nations unies à New York et à Genève. De plus, il a siégé au conseil d'administration de la Cour permanente d'arbitrage à La Haye. En 1982, le président José López Portillo l'a nommé Ambassadeur Éminent, un honneur spécial réservé à seulement dix ambassadeurs ayant rendu des services distingués à la République en matière de politique étrangère. Sa carrière diplomatique, s'étendant sur quarante ans et huit administrations présidentielles de Miguel Alemán (1946 - 52) à Carlos Salinas de Gortari (1988 - 1994), a été marquée par une expertise et des conseils très appréciés par plusieurs présidents et secrétaires aux Affaires étrangères. Comme il l'a lui-même exprimé:
"la gratitude éternelle que je garde envers ceux qui, en plus d'être des chefs sages et respectables pendant mes années de formation, ont su être des maîtres généreux et compréhensifs. Pendant ma période active, j'ai eu la chance de travailler directement et immédiatement avec des ministres des Affaires étrangères du Mexique de la stature de Manuel Tello, José Gorostiza, Antonio Carrillo Flores, Alfonso García Robles et Jorge Castañeda, ainsi qu'avec des ambassadeurs de la stature de Rafael de la Colina, Antonio Gómez Robledo, Octavio Paz et Luis Quintanilla... les grands diplomates du Mexique contemporain."

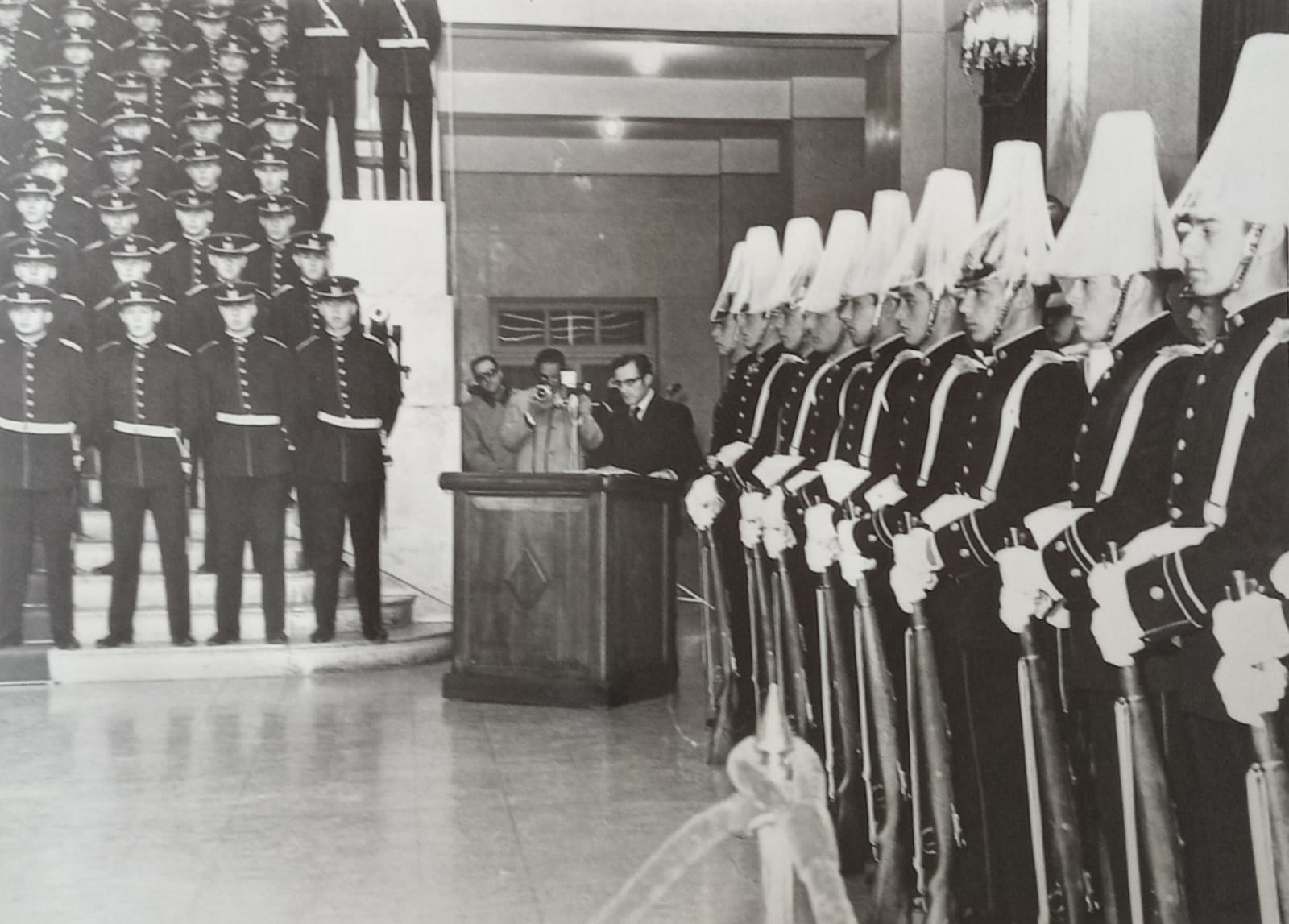
Aspect de la cérémonie lors de laquelle Ismael Moreno Pino, ambassadeur du Mexique, a remis à l'École Militaire Bernardo O'Higgins un buste de Benito Juárez. La cérémonie était présidée par le général Carlos Prats, commandant en chef de l'Armée du Chili.

Ismael Moreno Pino a étudié la formation du système interaméricain, collaborant au processus de réformes de l'Organisation des États américains (OEA), qui a abouti à l'approbation du protocole de réformes au Traité interaméricain d'assistance réciproque (TIAR) à San José (1975) et à Carthagène des Indes (1985). Il s'agissait du deuxième processus de réformes de l'OEA auquel il a activement participé ; il avait déjà été impliqué dans les travaux préparatoires ayant conduit à l'approbation du Protocole de Buenos Aires (1967). Le TIAR avait établi la doctrine de la "défense hémisphérique," ce qui signifie que l'invasion d'un État membre de l'OEA devait être considérée comme une attaque contre tous les membres.
Tout au long de sa carrière, il a été délégué à plus de cinquante conférences internationales portant sur divers sujets, allant du désarmement à l'assistance réciproque; à de nombreuses reprises, il a été délégué à l'Assemblée générale des Nations unies à New York,.
Il a été secrétaire général de la délégation du Mexique à la Première Convention des Nations Unies sur le droit de la mer tenue à Genève entre février et avril 1958 ; la CONVEMAR a établi le cadre juridique moderne du droit de la mer.
Il a également représenté le Mexique au sein du Comité des dix-huit puissances sur le désarmement qui s'est tenu à Genève entre mars et août 1962. Le Comité a examiné la question du désarmement, des mesures de confiance et des contrôles des essais nucléaires. De 1965 à 1968, le Comité a négocié le Traité de non-prolifération nucléaire. À partir de 1969, il a été représentant adjoint auprès de l'Organisation pour l'interdiction des armes nucléaires en Amérique latine et dans les Caraïbes.
En outre, de 1965 à 1972, il a été représentant permanent du Mexique auprès de la Commission économique pour l'Amérique latine, l'organe des Nations unies chargé de promouvoir le développement économique et social de la région.
Il a été professeur de droit international public à l'Université de Georgetown, à l'Institut technologique autonome de Mexico et au Universidad de las Américas Puebla (Mexico City College).
Moreno Pino était membre de plusieurs associations de droit international, dont l'American Society of International Law et l'Institut Hispano-Luso-Américain de Droit International.

## Décès et Héritage

Moreno Pino avec Salvador Allende, président du Chili entre 1970 et 1973

José Antonio Meade, ministre des Affaires étrangères du Mexique, a annoncé le décès de l'ambassadeur Ismael Moreno Pino en août 2013, après avoir présenté ses condoléances à sa famille, en déclarant que Moreno Pino avait contribué tout au long de sa carrière à renforcer la réputation positive de la diplomatie mexicaine.
En avril 2022, près d'une décennie après son décès, le sénateur Germán Martínez Cázares a prononcé un discours émouvant au Sénat du Mexique, rendant hommage à Moreno Pino qu'il a qualifié de l'un des grands diplomates du Mexique. On a souligné l'ascendance de Moreno Pino, en tant que petit-fils du vice-président Pino Suárez, et sa collaboration étroite avec Alfonso García Robles, une figure clé dans la réalisation du désarmement nucléaire à l'échelle mondiale. Martínez Cázares a mis en avant l'immense importance des efforts diplomatiques de Moreno Pino et a mis en garde contre l'utilisation du Service extérieur mexicain à des fins purement politiques.

## Œuvres bibliographiques
Moreno Pino a rédigé de nombreuses publications périodiques et a écrit plusieurs livres, parmi lesquels on peut citer :
1. "Origines et Évolution du Système Interaméricain" (1977)[22]
2. "La Diplomatie : Aspects Théoriques et Pratiques de son Exercice" (1996)[12]
3. "Droit et Diplomatie dans les Relations Interaméricaines" (1998)[23]

L'Institut Matías Romero de Estudios Diplomáticos, dont l'objectif principal est de préparer les candidats souhaitant rejoindre le Service extérieur mexicain, a mis en avant le travail de Moreno Pino en tant qu'auteur, aux côtés d'autres diplomates reconnus :
"Une mention spéciale mérite les contributions inestimables à la bibliothèque diplomatique mexicaine de compatriotes éminents qui ont embrassé la carrière du Service extérieur comme un engagement de vie, comme c'est le cas, sans prétendre à l'exhaustivité, d'Isidro Fabela, Rafael de la Colina, Luis Padilla Nervo, Ismael Moreno Pino, Jorge Castañeda et Alfonso García Robles. En plus de leur témoignage écrit, la carrière professionnelle de ces illustres Mexicains a servi d'exemple à de nombreuses générations de diplomates de carrière."
José Luis Siqueiros Prieto, associé fondateur de Hogan Lovells BSTL et ancien président du Comité juridique interaméricain de l'OEA, commentant La Diplomatie: Aspects Théoriques et Pratiques de son Exercice, a déclaré :
"Il est quelque peu surprenant que, malgré la vaste production littéraire en droit international public, la littérature en droit diplomatique soit plutôt limitée. Mis à part les textes classiques d'Antokoletz, Cahier, Calvo, Nicolson, Pradier-Fodéré et Vidal y Saura, le plus récent d'entre eux datant de plus de deux décennies, aucune nouvelle œuvre générale n'a été publiée dans cette discipline... un manuel comme celui-ci faisait défaut dans la bibliographie nationale. C'est pourquoi... la publication de ce livre est source de satisfaction, car il ne s'agit pas d'un essai ou d'un manuel, mais d'un véritable traité dans ce domaine. Son auteur est l'ambassadeur Ismael Moreno Pino, qui bénéficie, en plus d'une formation supérieure en relations internationales, d'une vie consacrée à la diplomatie mexicaine... Dans cet ouvrage, rédigé avec la rigueur scientifique et la méthodologie propre à l'académicien, Moreno Pino analyse l'ensemble du domaine et de la nature des relations diplomatiques, non seulement du point de vue doctrinal, mais aussi en illustrant ses enseignements de ses propres expériences dans le monde fascinant des missions diplomatiques à l'étranger, en ajoutant des anecdotes intéressantes telles que celle de la "Décade Tragique"... En résumé, cet ouvrage mérite d'être lu par tous les chercheurs en droit international et diplomatique, tant au Mexique qu'à l'étranger. Il constitue une contribution précieuse à la maigre bibliographie de cette discipline importante."
De même, commentant Droit et Diplomatie dans les Relations Interaméricaines, Bernardo Sepúlveda Amor, ancien ministre des Affaires étrangères du Mexique et vice-président de la Cour internationale de Justice, a déclaré :

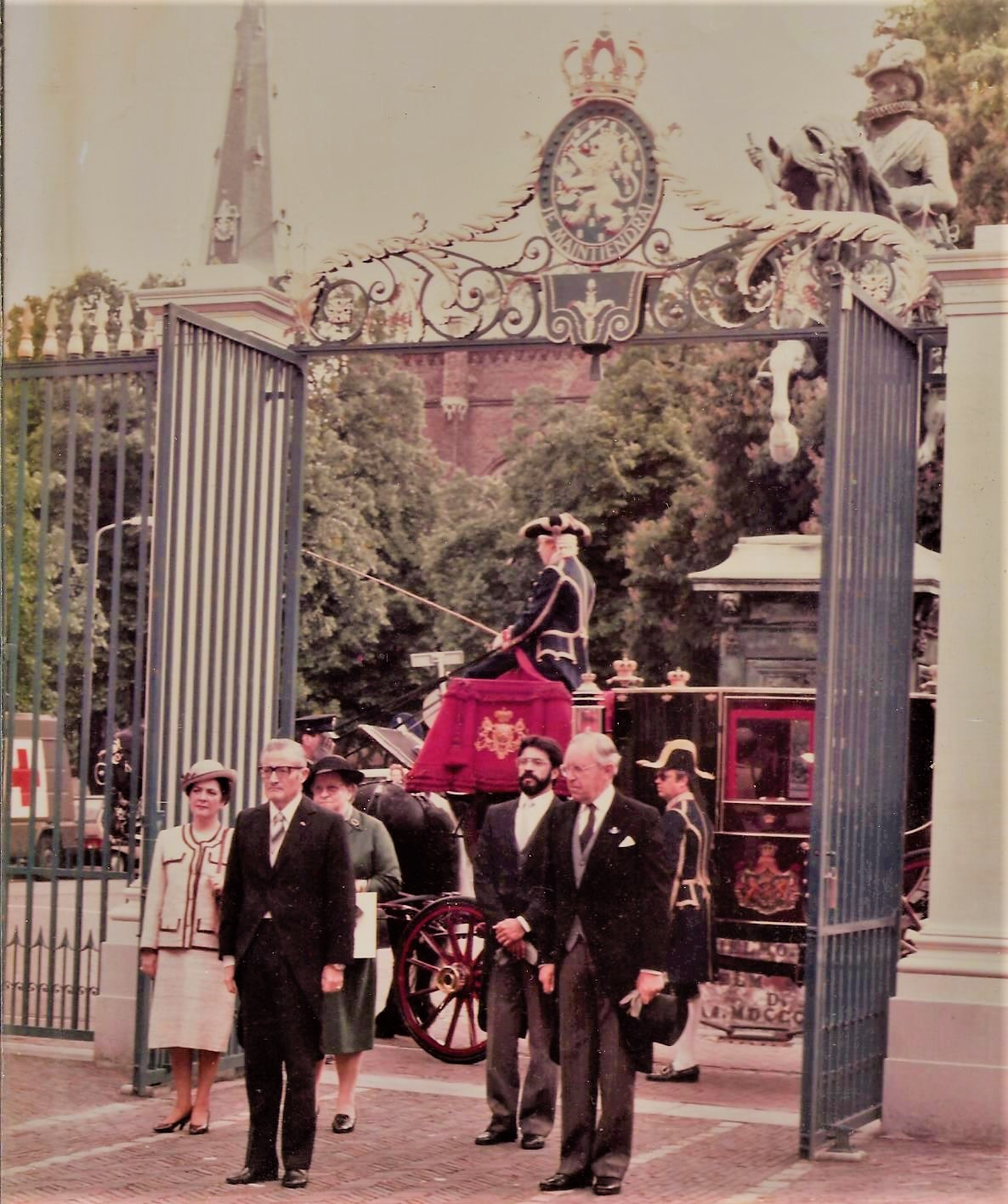
Cérémonie de présentation de lettres de créance devant Beatrix, reine de Pays-Bas, au Palais Noordeinde à La Haye.

"Moreno Pino [...] a écrit une œuvre importante sur la politique, le droit et la diplomatie dans les relations interaméricaines. Bien que l'ouvrage traite principalement des questions liées à la structure et au fonctionnement de l'Organisation des États américains (OEA), le texte a un contenu encore plus ambitieux. Il présente, avec une rédaction impeccable, une perspective historique des origines lointaines du mouvement interaméricain, en s'inspirant de l'école hispanique du droit international. Il examine avec un détail admirable l'évolution de cette organisation régionale, avec ses succès et ses frustrations, avec son talent juridique et ses limites politiques, avec sa capacité à créer des institutions et des normes, ainsi que son incapacité à les appliquer. Pour ceux qui cherchent à comprendre la nature du système interaméricain, l'œuvre d'Ismael Moreno Pino est une lecture incontournable [...] elle invite à une réflexion conjointe sur certains de ses thèmes importants, afin d'évaluer le rôle que l'OEA doit jouer et la place qui revient au Mexique dans le contexte du système interaméricain."

## Décorations et Honneurs

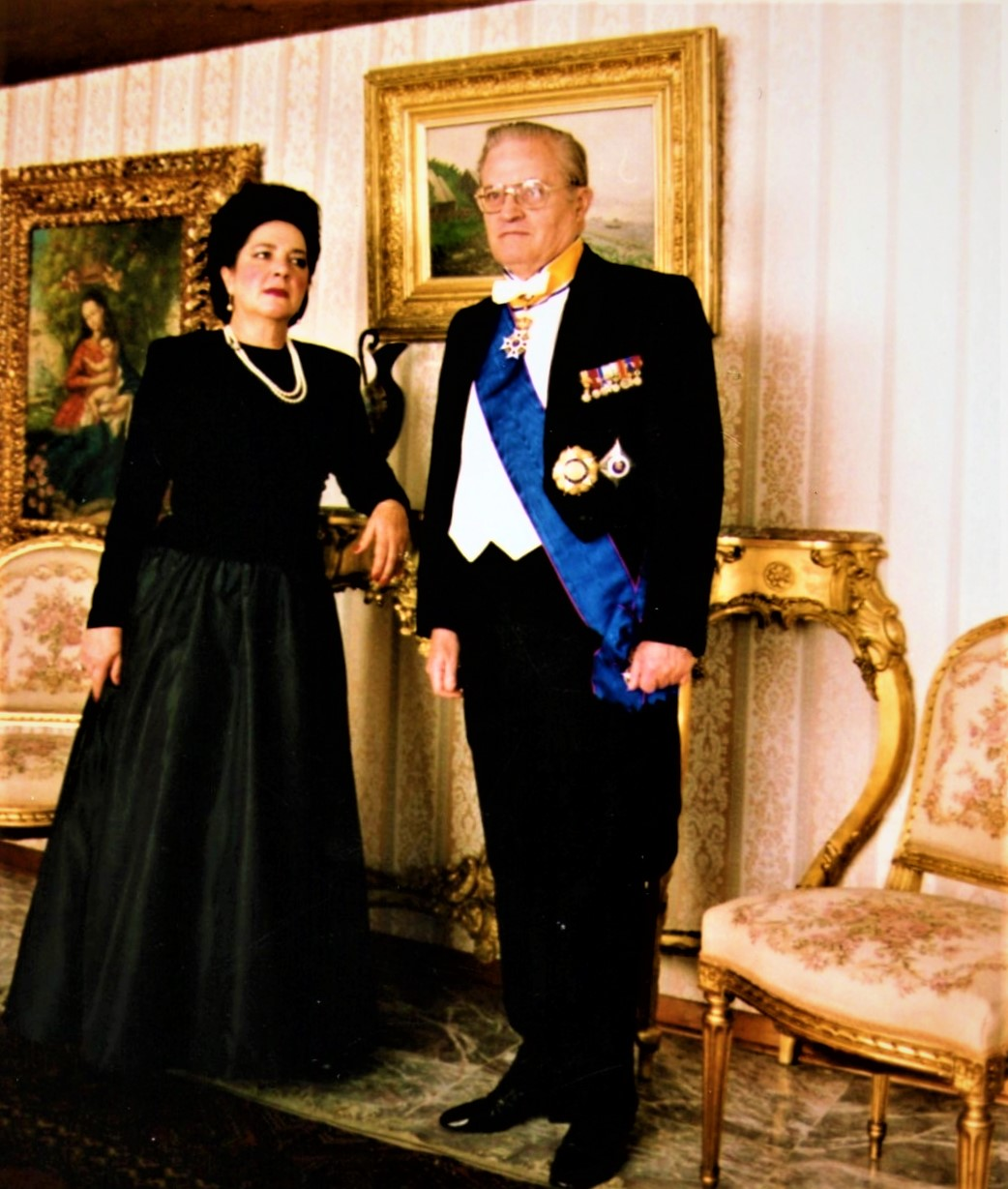
Ismael Moreno Pino et sa femme.

Moreno Pino a été décoré par de nombreux gouvernements, notamment ceux de l'Allemagne, du Brésil, du Chili, du Japon, du Mexique, des Pays-Bas, du Pérou, de la République de Chine, du Venezuela et de la Yougoslavie: 
- - : Grande Croix de l'Ordre du Mérite de la République fédérale d'Allemagne, décernée par S.E. Gustav Heinemann, Président de l'Allemagne
- -  Grande Croix de l'Ordre national de la Croix du Sud, décernée par S.E. Humberto de Alencar Castelo Branco, Président du Brésil
- - : Grande Croix de l'Ordre du Mérite du Chili, décernée par S.E. Salvador Allende, Président du Chili.
- - : Étoile d'Or de l'Ordre du Trésor Sacré, décernée par S.M.I. Hirohito, Empereur du Japon.
- - : Ordre du Service Extérieur Mexicain, décerné par S.E. Carlos Salinas de Gortari, Président du Mexique
- - : Grande Croix de l'Ordre d'Orange-Nassau, décernée par S.M. Beatrix, Reine des Pays-Bas.
- - : Grande Croix de l'Ordre du Soleil, décernée par S.E. Alan García, Président du Pérou.
- - : Ordre de l'Étoile Brillante, Première Classe, décerné par S.E. Tchang Kaï-chek, Président de la République de Chine (Taïwan)
- - : Grand Cordon de l'Ordre du Libérateur, décerné par S.E. Luis Herrera Campins, Président du Venezuela.
- - : Grande Étoile de l'Ordre de l'Étoile Yougoslave, décernée par S.E. Maréchal Josip Broz Tito, Président de la Yougoslavie.